# دان لارسون (لاعب كرة قاعدة)
دان لارسون (بالإنجليزية: Dan Larson)‏ هو لاعب كرة قاعدة أمريكي، ولد في 4 يوليو 1954 في لوس أنجلوس في الولايات المتحدة.

## وصلات خارجية
- دان لارسون على موقع دوري كرة القاعدة الرئيسي (الإنجليزية)
- دان لارسون على موقعبيزبول رفرنس.كوم (الدوري الرئيسي) (الإنجليزية)
- دان لارسون على موقعبيزبول رفرنس.كوم (الدوري الثانوي) (الإنجليزية)